# Ерих фон Фалкенхайн
Ерих Георг Антон Себастиан фон Фалкенхайн (на немски: Erich Georg Anton Sebastian von Falkenhayn) е немски военен деец, генерал от пехотата на германската имперска армия и фелдмаршал на османската армия.
В началото на Първата световна война служи като военен министър на Прусия, а от септември 1914 до август 1916 г. – като началник на Генералния щаб на германската имперска армия.

## Биография

### Ранен живот, произход и постъпване в армията
Фалкенхайн е роден на 11 септември 1861 г. в пруския замък Бург-Белхау, в обеднялото аристократично семейство на Федор фон Фалкенхайн и Франциска фон Розенберг. Едва на единадесет години той започва военната си кариера като постъпва на обучение в кадетския корпус на град Кулм, а три години по-късно се прехвърля в главния кадетския корпус в Лихтерфелде, край Берлин. На 18 години завършва началното си образование с чин младши лейтенант и е зачислен в 91-ви олденбургския пехотен полк. Скоро след това постъпва в пруската военна академия в Берлин, където се обучава до 1890 г.
След завършването си служи първо в топографския, а след това и в железопътния отдел на генералния щаб на германската армия. Пребиваването му там е краткотрайно и след 1894 г. е зачислен на служба в 9-и армейски корпус, който е разположен в град Алтона.
През 1896 г. напуска назначението си поради „финансови и кариерни“ причини и заминава за Далечния изток, където става военен инструктор на китайската армия. През 1900 г. за кратко се завръща в Германия, но още в същата година отново заминава за Китай. По време на възобновената си службата на изток Фалкенхайн участва като щабен офицер на немския Източноазиатски експедиционен корпус с чин майор в потушаването на Боксерското въстание.
След завръщането си в Европа през април 1904 г. е назначен за командир на батальон в 92-ри пехотен полк, а две години по-късно се завръща в Генералния щаб на германската армия, където оглавява отдел. През 1907 г. е назначен за началник-щаба на 16-и армейски корпус в Мец, което е последвано на следващата година от повишение до чин полковник.
През януари 1911 г. получава командването на 4-ти гвардейски пехотен полк, а година по-късно отново е назначен за началник-щаб, но този път на 4-ти армейски корпус и повишен в генерал-майор. По това време мирновременната служба в Германия не го удовлетворява и той обмисля завръщане в Китай или работа в Османската империя като част от немската военна мисия изпратена да реформира турската армия. За негова изненада край на тези намерения поставят повишаването му в чин генерал-лейтенант и назначаването му за военен министър на Прусия на 7 юли 1913 г.
В новата си роля на министър Фалкенхайн осъществява превъоръжаването и уголемяването на германската армия предвидено с приетия през пролетта на 1913 г. Закон за армията. През следващата 1914 г. той изиграва значима роля в развитието на последствията от т. нар. „Юлска криза“ и обявяването на война от страна на Германия.

### Първа световна война (1914 – 1918)

#### Началник Генералния щаб на германската армия
След избухването на Първата световна война вярата в бързото протичане и скорошния край на конфликта, която се споделя от редица германски военни дейци, претърпява крушение заедно с поражението и последвалото го отстъпление на германските войски в Битката при река Марна. Неуспехът струва и поста на началника на Генералния щаб на германската армия Хелмут фон Молтке, който бива заменен на 14 септември 1914 г. от фон Фалкенхайн.
Закрепилите се на линията на река Ена германски войски успяват да спрат преследващите ги съюзници като двете страни започват да се окопават и укрепват позициите си. Така на по-голямата част от фронта се заражда позиционната война, като единствено малко пространство от Компиен до морето, на съюзническия ляв фланг, остава открито за маневрени действия. Фалкенхайн опитва да се възползва от това и германските войски започват серии от опити да заобиколят фланга на противниците си, но на тях френската армия отговаря със същото и така противниците дават началото на една своеобразна надпревара, която завършва с достигането на морето и установяването на един непрекъснат фронт от там до Швейцария. През октомври Фалкенахйн все пак остава решен да потърси решителен успех във Франция и планира нова голяма офанзива срещу крайното ляво крило на съюзниците във Фландрия, докато то не се е закрепило здраво на силна укрепена линия. Операцията се провежда на две направления – към река Ейзер и към град Ипер, но и на двете немското настъпление се увенчава с неупех и тежки жертви.

#### Германско-руски фронт и Балканите
В началото на 1915 г. фон Фалкенхайн е освободен от поста на пруски военен министър и повишен в чин генерал от пехотата. По това време развитието на войната и натиска от „източните“ командири Хинденбург и Лудендорф го принуждават да отдели по-голямо внимание на бойните действия водени на руския фронт. Така през април той оттегля от германо-френския фронт осем дивизии и ги праща на изток, където те образуват новата 11-а армия. Само месец по-късно тази армия осъществява големия Горлицки пробив, който полага началото на серията от събития довели до общото, стратегическо отстъпление на руските войски от Галиция и Полша.
Също в края на април 1915 г. Антанта осъществява и мащабен десант на полуостров Галиполи, който изправя Централните сили пред необходимостта да укажат спешна логистична подкрепа на Османската империя. На пътят им обаче все още стои отблъсналата през 1914 г. няколко австро-унгарски нашествия Сърбия, която представлява и съществена заплаха за южния фланг на двойната монархия. По този въпрос фон Фалкенайн открито заявява през месец май:
| „ | Най-важно е да спечелим България бързо и на всяка цена, защото ключът към цялата ситуацията (в Източна Европа) е в София. | “ |

Активизиралата се германска и австро-унгарска дипломация скоро постига успех и през септември 1915 г. България сключва няколко договора и конвенции, по силата на които тя встъпва във войната на страната на Централните сили.
Българската намеса позволява на фон Фалкенхайн да планира и осъществи окончателното решение на сръбския въпрос. За целта той изпраща на Балканския театър на военни действия значителни сили, които формират немската 11-а армия. Наред с нея за участие в предстоящата кампания са подготвени и австро-унгарската 3-та армия, която е подсилена с няколко немски дивизии, както и българската 1-ва армия. Тези три армии са поставени под командването на фелдмаршал Макензен, а българската 2-ра армия, която трябва да настъпи в Македония остава на подчинение на българското главно командване.
През октомври 1915 г. събраните за операцията армии нахлуват в Сърбия и бързо постигат решителни успехи като в началото на ноември основната задача на цялата кампания е постигната с окончателното отварянето на сухопътните пътни и железопътни връзки между Австро-Унгария и България, а на Косово поле сърбите окончателно са разбити и принудени да търсят спасение през албанските планини към Адриатическо море. С това тежестта на военните действия се измества в Македония, където българските войски се сблъскват с англо-френски дивизии дошли на помощ на сръбската армия. В тази връзка австро-унгарското и българското главно командване желаят да премахнат тази опасност като окончателно прогонят съглашенците от Балканския полуостров. Фон Фалкенхайн съвсем не споделя ентусиазмът на съюзниците си и на 16 ноември 1915 г. по време на среща с българския главнокомандващ в град Парачин той се съгласява четири немски дивизии да помогнат на българската армия в Македония, но едновременно с това отправя и искане българските войски да не преминават гръцката граница.
Операцията на Централните сили срещу Сърбия и съглашенските сили в Македония приключва успешно през декември. Основната ѝ цел е постигната, но част от сръбската армия успява да избегне унищожение, а англо-френските сили необезпокоявание се оттеглят към Солун. Българското главно командване продължава да търси германска подкрепа за една офанзива на гръцка територия, но задоволения от постигнатите резултати фон Фалкенхайн вече се чувства готов отново да съсредоточи вниманието си на германо-френския фронт. Поради това той твърдо отказва да се ангажира с едно ново настъпление на Балканите, което би срещнало според него неимоверни логистични трудности в условията на започналата зима, суровия терен и неразвитата пътна и железопътна мрежа. Освен това той смята, че успешното изхвърляне на Антантата от Балканите би направило българите пасивни и дори податливи на съглашенски предложения за сепаративен мир. Затова при поредната среща между фон Фалкенхайн и генерал Жеков провела се на 9 февруари 1916 г. в Плес двамата уговарят българските войски да се укрепят по границата с Гърция, а въпроса за офанзивата срещу Солун отлагат за по-късен момент.
Макар фон Фалкенхайн да допринася съществено за успеха на Централните сили на Балканите като цяло неговото поведение довежда до изостряне на отношенията му с началника на австро-унгарския генерал щаб Конрад фон Хьотцендорф, а решението да остави необезпокоявани англо-френските войски на Балканите след изтласкването им на гръцка територия е подложено по-късно на сериозна критика, включително от именити немски военни дейци като генерал Макс Хофман.

#### Фалкенхайн и стратегията на изтощението
През 1915 г. намеренията на Фалкенхайн да търси решителен успех на германо-френския фронт са отложени, а на немските войски е наредено да преминат към отбрана и усъвършенстват своите укрепления в очакване на неизбежните съглашенски атаки. Единствено праз април фон Фалкенхайн нарежда да се проведе една втора ограничена по размерите си офанзива срещу град Ипер. С нея той цели от една страна поне частично да прикрие прехвърлянето на войски на Източния фронт, а от друга да изпита отровния газ като нов вид оръжие. При започването си операцията постига успех, но той се оказва краткотраен поради неспособността на немските войски да достигнат поставените им крайни цели, което води и до отмяната на настъплението през месец май. Независимо от този неуспех до края на годината немските войски успяват да отблъснат няколко големи съглашенски офанзиви и ясно показват, че са усвоили разнообразни начини за отбрана на иначе дългата си фронтова линия.
Въпреки победите над Русия, Сърбия и при отбраната на германо-френския фронт в края на 1915 г. Фалкенхайн остава изправен пред предизвикателство да постигне достатъчно голяма победа, чрез която да сложи край на войната. Такава той решава да търси през 1916 г. на запад, но междувременно допълнително влошава отношенията си с фон Хьотцендорф като отхвърля предложението на последния за съвместна офанзива срещу Италия.
Фалкенхайн е твърдо убеден, че Великобритания е главния противник на Германия и брънката, която държи заедно неприятелската коалиция, но „най-добрия ѝ меч, който трябва да бъде избит от ръцете ѝ“ остава френската армия. От друга страна за генерала Франция е на предела на материалните и моралните си сили, армията ѝ е достигнала числения си връх и страда от нисък боен дух, а френското общество е дотолкова уморено от войната, че не е в състояние да понесе още жертви. На основа на тези свой разбирания за противниците си началникът на Генералния щаб на германската армия планира в началото на 1916 г. чрез едно голямо настъпление срещу Вердюн да принуди френското правителство да търси мир. Целта на тази офанзива обаче не е постигането на стратегически пробив, а „обезкървяването“ на френската армия чрез прилагането на стратегия на изтощение.
Германското настъпление започва на 21 февруари 1916 г. и продължава до есента на същата година. В началото екипираните с новите метални каски и въоръжени с нови оръжия като огнехвъргачката немски войски постигат известни успехи, но сражението скоро се ожесточава. Битката достига връхната си точка през март и се превръща в „мелачница за хора“. Флакенхайн успява да въвлече 74 френски дивизии в сражението и да им нанесе чувствителни загуби, но стратегията му се оказва нож с две остриета, защото самите германци са принудени да ангажират 50 дивизии в битката, които също понасят тежки жертви.
Противно на очакванията на генерала въпреки огромните жертви съотношението на силите на германо-френския фронт се изменя в полза на Антанта. Така например в началото на февруари 1916 г. на този фронт 2,35 милиона германци се изправят срещу 3,47 милиона войници на Съглашението, а през юли съотношението вече е 2,26 милиона към 3,84 милиона. Така този сериозен неуспех съществено накланя мнението на германската армия и общество срещу фон Фалкенхайн.

#### Румънската кампания (1916 – 1917)
През лятото на 1916 г. фон Фалкенхайн е изправен пред предизвикателства на съюзническото настъпление на река Сома и руската настъпление на генерал Брусилов, които отклоняват вниманието му от битката за Вердюн и го принуждават да пренасочи германските материални и човешки резерви за справянето с тези нови опасности. Междувременно поведението на Румъния събужда някои съмнения у германското главно командване, което налага и планирането на действия срещу този потенциален враг. Първоначално генерал Фалкенхайн залага по-скоро на дипломатически постъпки и демонстративни мерки като средство за възпиране на Румъния, за което разчита и на съюзните на Германия държави. Положението налага и започването на преговори между главните командвания на Германия, Австро-Унгария и България за общи действия. В тази връзка на 28 юли 1916 г. в германската главна квартира в Плес генералите Фалкенхайн, Конрад и Жеков се споразумяват за общия план на военните действия срещу Румъния при евентуалната и намеса във войната.
На 27 август Румъния обявява война на Австро-Унгария, а Италия на Германия. Тези две събития съчетани с провала при Вердюн наклоняват политическите везни във вреда на Фалкенхайн и в полза на отдавнашните му опоненти Хинденбург и Лудендорф, които с помощта на свои поддръжници в политическите и военните кръгове убеждават император Вилхелм да освободи генерала от поста началник на Генералния щаб на германската армия.
През септември фон Фалкенхайн е изпратен в Трансилвания, където трябва да поеме командването на ново формиращата се 9-а армия. Тази армия, заедно с австро-унгарската 1-ва и българската 3-та армия, е предназначена да осъществи общия план за военните действия срещу Румъния. Подпомогнат съществено от успехите на българи, турци и германци на юг от Дунав Фалкенхаин без особени трудности завършва към края на същия месец съсредоточаването на силите си.
На 26 септември генералът започва настъплението си срещу частите на румънската 1-ва армия около Херманщат и втечение на три дни ги победи, принуждавайки цялата армия да отстъпи, последвана от съседната 2-ра армия. Прогонени от Трансилвания румънците заемат за отбрана карпатските проходите водещи към Влахия в очакване на следващия ход на немците. За са заблуди румънското командване фон Фалкенхайн нарежда провеждането през октомври на няколко локални атаки по различни части на фронта, но решителният удар нанася на 11 ноември, когато войските му нахлуват през проходите Вулкан и Сурдук и бързо заемат позиции на юг от тях при Търгу Жиу. Това отваря вратите към Влашката равнина и на 21 ноември е превзета Крайова. Само два дни по-късно българските, германските и турски части на Дунавската армия на преминават Дунав при Свищов с цел да осъществи съвместно с войските на фон Фалкенхайн настъпление към Букурещ. Румънците решават да използват все още съществуващата пролука между двете армии и атакуват със значителни сили открития ляв фланг на Дунавската армия. На 1 декември атаката при река Арджеш започва, но притиснатите германци, турци и българи успяват да удържат на атаките достатъчно дълго за да може част от войските на генерал Фалкенхайн да се притекат на помощ и битката да завърши с пълен неуспех за румънците.
На 6 декември съюзните войски влизат в евакуираната от румънските войски столица Букурещ, с което се достига кулминацията и на цялата кампания срещу Румъния. Разбитите румънски и руски войски се оттеглят на североизток към Молдова, а войските на генерал Фалкенхайн и Дунавската армия окупират цяла Влахия, достигайки през януари до река Серет, където се окопават за отбрана.

#### Служба в Палестина и Беларус (1917 – 1918)
През май 1917 година генерал Фалкенхайн е освободен от командването на 9-а армия, а месец по-късно е изпратен заедно със специална военна мисия в Османската империя. Там той получава ранг фелдмаршал на османската армия и оглавява новосъздадената армейска група „Йълдъръм“ (наричана още група армии „Ф“) състояща се от 6-а и 7-а армия. Въпреки че първоначално е планирано групата да бъде използвана в Месопотамия обстоятелствата налагат тя да бъде изпратена незабавно в Палестина, където пристига през октомври. Скоро след това към нея е придадена и 8-а армия, но въпреки това армиите на групата са такива само по име, защото всичките изпитват остър недостиг на войници и средства за водене на война.
На 31 октомври 1917 г. изправените срещу фон Фалкенхайн британски сили се възползват от голямото си числено превъзходство и започват настъпление на Сирийско-паленстинския театър на военни действия. В Третата битка при Газа отбранителната линия на армейската група „Йълдъръм“ е пробита. Осъзнавайки, че тактическата ситуация не може да бъде възстановена от малочислените му сили, а всеки подобен опит би довел до пълното унищожение на армейската му група, немският генерал нарежда армиите му да отстъпят с бой. Въпреки това британците продължават да напредват бързо и на 8 декември приемат предаването на град Йерусалим, поради което Фалкенхайн е обвинен от някои османски командири, че нарочно не им е изпращал подкрепления с цел градът да не пострада от боевете. Османците са принудени да се оттеглят на север, където заемат нова отбранителна линия.
Поражението в Палестина води до сериозни неразбирателства между фон Фалкенхайн и подчинените му османски офицери, на които той и без това не се доверява и не позволява да участват в планирането на операциите. Поради това на 24 февруари 1918 г. Енвер паша го освобождава от командването на група армии „Йълдъръм“ и назначава на негово място генерал Лиман фон Сандерс. В наследство на своя заместник генерал фон Фалкенхайн оставя османските войски подготвени за активна отбрана, позволяваща когато се налага отстъплението и отказването от заети територии. Сандерс е привърженик на противоположните тактики т.е. съпротивата до последно и отбрана на позициите на всяка цена. Веднага щом поема командването той прави съответните изменения в тази насока, които довличат сериозни последици и проблеми за османските сили в Палестина и Сирия през есента на 1918 г.
През март фон Фалкенхайн се завръща в Европа и е назначен за командир на германската 10-а армия в днешна Беларус и като висш командир оглавява окупационната администрация на тези територии. В това си качество той възстановява дореволюционната система на местно самоуправление. На този пост го заварва и края на войната, когато през ноември немските войски са принудени да напуснат района.
На 28 февруари 1919 г. Флакенхайн приключва активната си служба и преминава в резерва.

### След войната
След края на Първата световна война Фалкенхайн живее в двореца Линдщет, разположен в близост до Потсдам. Последните години от живота си прекарва в писане на мемоарите си и на книги засягащи войната.
Ерих фон Фалкенхайн умира на 8 април 1922 г. Погребан е в гробище намиращо се в близост до двореца Сансуси.

## Военна декорация
- Германски орден „Железен кръст“ (?) – II (?) и I степен (?)
- Германски орден „Pour le Mérite“ (16 февруари 1915)
- Германски орден „Черен орел“ (12 май 1915)
- Турски орден „Железен полумесец“(?)